# Luptătorii (pictură de Courbet)
Luptătorii este o pictură în ulei pe pânză realizată de Gustave Courbet în jurul anului 1853, aflată în prezent la Muzeul de Arte Frumoase din Budapesta. Tabloul prezintă doi bărbați angajați în „lupte franceze”, inspirate de luptele greco-romane. Documentele relevă că arată un meci în fostul hipodrom de pe Champs-Élysées din Paris. Alegerea unei pânze atât de mari a inspirat (între altele) Luptătorii lui Alexandre Falguière din 1875.
A fost expusă pentru prima dată la Salonul de la Paris în 1853 ca pereche pentru Scăldătoarele. Într-o scrisoare către părinții săi din 13 mai 1853, Courbet spunea despre Luptătorii: „Le-am acoperit nuditatea și [criticii] nu au spus încă nimic bun sau rău despre asta”. În schimb, Scăldătoarele a divizat publicul și, probabil, a distras atenția de la Luptătorii. De asemenea, a dezvăluit că a refolosit un cadru din tabloul său din 1841 Noaptea Sfintei Walpurga, inspirat de legenda lui Faust și expus la Salonul din 1848 - din cauza problemelor financiare a fost nevoit să refolosească acea pânză.
În 1867, Luptătorii a intrat în colecția baronului Léon Hirsch de la Chenonceaux. A fost cumpărată în 1908 de Ferenc Hatvany (1881-1958), un maghiar bogat, care achiziționase și Originea lumii în 1913. A ajuns în Muzeul de Arte Frumoase în mai 1952 și a fost restaurată acolo în 2010. A fost expusă pentru prima dată în Franța după șaizeci de ani în 2012 la Musée d'Orsay.